# 内藤征弥
内藤 征弥（ないとう ゆきや、1977年2月28日 - ）は、日本の男性総合格闘家。香川県出身。和術慧舟會A-3所属。

## 来歴
レスリングと柔術を学んだ。
2002年3月17日、第4回PRE-PRIDEに参戦。準決勝で岡見勇信に判定負け。
2003年2月8日、SuperBrawlミドル級タイトルマッチでイーゲン井上と対戦し、0-3の負傷判定負けを喫し王座獲得に失敗した。
2003年12月21日、初参戦となったパンクラスでハー・スン・ジンと対戦し、肩固めで一本勝ち。
2005年3月26日、アブダビコンバット日本予選99kg未満級で優勝。
2005年3月26日、HERO'S旗揚げ戦でハリッド"ディ・ファウスト"と対戦し、0-3の判定負け。
2005年5月、アブダビコンバット99kg未満級の1回戦でアレッシャンドリ・カカレコと対戦し、敗退。
2005年9月17日、初参戦となったD.O.Gで浜中和宏と対戦し、0-0の判定で引き分けた。
2006年12月31日、K-1 PREMIUM 2006 Dynamite!!でキム・ドンウックと対戦し、3Rパウンドでタップアウト勝ち。
2007年4月15日、ADCC日本予選99kg未満級に出場し、準決勝で敗退した。
2007年12月1日、CAGE FORCE 05で佐藤豪則と対戦し、右目尻のカットによるTKO勝ちを収めた。
2009年1月4日、戦極初参戦となった戦極の乱2009でキング・モーと対戦。パウンドでTKO負けを喫した。
2009年2月22日、ADCCアジア予選99kg未満級に出場。決勝で中村和裕にポイント判定負けを喫した。

## 戦績

### プロ総合格闘技
| 総合格闘技 戦績 | 総合格闘技 戦績 | 総合格闘技 戦績 | 総合格闘技 戦績 | 総合格闘技 戦績 | 総合格闘技 戦績 | 総合格闘技 戦績 |
| --------------- | --------------- | --------------- | --------------- | --------------- | --------------- | --------------- |
| 23 試合         | (T)KO           | 一本            | 判定            | その他          | 引き分け        | 無効試合        |
| 15 勝           | 7               | 7               | 1               | 0               | 2               | 0               |
| 6 敗            | 2               | 0               | 4               | 0               | 2               | 0               |

| 勝敗 | 対戦相手                   | 試合結果                             | 大会名                                             | 開催年月日     |
| ×    | 川村亮                     | 5分2R終了 判定0-3                    | PANCRASE 2009 CHANGING TOUR                        | 2009年6月7日   |
| ×    | キング・モー               | 1R 3:54 TKO（パウンド）              | 戦極の乱2009                                       | 2009年1月4日   |
| ○    | 渡辺悠太                   | 1R 1:25 TKO（右ストレート→パウンド） | DEEP 39 IMPACT                                     | 2008年12月10日 |
| ○    | アレックス・シウバ         | 1R 4:29 TKO（右ストレート→パウンド） | CAGE FORCE EX -eastern bound-                      | 2008年11月8日  |
| ○    | 佐藤豪則                   | 1R 4:45 TKO（ドクターストップ）      | CAGE FORCE 05                                      | 2007年12月1日  |
| ○    | ビン・バオーチュル         | 2R TKO（バックマウントパンチ）       | IMPERIAL 〜帝国〜                                  | 2007年9月19日  |
| ○    | マコ・ドラゴン             | 1R 1:58 チョークスリーパー           | CAGE FORCE EX -eastern bound-                      | 2007年5月27日  |
| ○    | キム・ドンウック           | 3R 1:11 ギブアップ（パウンド）       | K-1 PREMIUM 2006 Dynamite!!                        | 2006年12月31日 |
| ○    | HOTSTAFF桂ヤスヒロJr       | 1R 0:23 アンクルホールド             | MOVE ON! Kings!! Vol.0                             | 2006年7月8日   |
| ○    | 金親幸嗣                   | 2R 1:32 三角絞め                     | D.O.G V                                            | 2006年4月1日   |
| ○    | フジヤマ                   | 2R 4:12 TKO（バックマウントパンチ）  | D.O.G IV                                           | 2005年12月11日 |
| △    | 浜中和宏                   | 5分2R終了 判定0-0                    | D.O.G III                                          | 2005年9月17日  |
| ×    | ハリッド"ディ・ファウスト" | 5分2R終了 判定0-3                    | HERO'S                                             | 2005年3月26日  |
| △    | ホベルト・トラヴェン       | 5分3R終了 ドロー                     | Warriors Realm 3                                   | 2005年3月12日  |
| ×    | 佐々木有生                 | 5分3R終了 判定0-3                    | PANCRASE 2004 BRAVE TOUR                           | 2004年5月28日  |
| ○    | 佐藤光芳                   | 1R 3:30 三角絞め                     | PANCRASE 2004 BRAVE TOUR                           | 2004年3月29日  |
| ○    | ハー・スン・ジン           | 1R 2:34 肩固め                       | PANCRASE 2003 HYBRID TOUR                          | 2003年12月21日 |
| ○    | 栗原強                     | 1R 3:57 チキンウィングアームロック   | DEMOLITION                                         | 2003年10月25日 |
| ×    | イーゲン井上               | 2R終了時 負傷判定0-3                 | SuperBrawl 28 【SuperBrawlミドル級タイトルマッチ】 | 2003年2月8日   |
| ○    | トニー・ネルソン           | 5分2R終了 判定3-0                    | DEMOLITION                                         | 2002年10月13日 |
| ○    | 日下武                     | 1R 2:44 三角絞め                     | ORG the 3rd                                        | 2002年6月16日  |
| ○    | 小澤強                     | 1R 4:17 TKO（タオル投入）            | ORG the 2nd                                        | 2002年5月12日  |

### アマチュア総合格闘技
| 勝敗 | 対戦相手 | 試合結果                | 大会名                                              | 開催年月日    |
| ○    | 折橋謙   | 5分1R終了 判定2-1       | THE BEST Vol.2                                      | 2002年7月20日 |
| ×    | 岡見勇信 | 判定                    | PRE-PRIDE.4 【準決勝】                              | 2002年3月17日 |
| ○    | 篁真一郎 | 判定                    | PRE-PRIDE.4 【1回戦】                               | 2002年3月17日 |
| ×    | 安達明彦 | 3分2R終了 ポイント42-44 | 第1回東日本アマチュア修斗フレッシュマントーナメント | 2001年4月15日 |

### グラップリング
| 勝敗 | 対戦相手 | 試合結果                | 大会名                                    | 開催年月日    |
| ×    | 中村和裕 | 10分終了 ポイント(-1)-7 | ADCC 2009アジア予選 【99kg未満級 決勝】   | 2009年2月22日 |
| ○    | 小澤幸康 | 三角絞め                | ADCC 2009アジア予選 【99kg未満級 準決勝】 | 2009年2月22日 |
| ○    | 入來晃久 | 判定                    | ADCC 2009アジア予選 【99kg未満級 1回戦】  | 2009年2月22日 |
| ×    | 小澤幸康 | ポイント0-23            | ADCC 2007日本予選 【99kg未満級 準決勝】   | 2007年4月15日 |
| ○    | 大堀竜二 | ポイント5-0             | ADCC 2007日本予選 【99kg未満級 1回戦】    | 2007年4月15日 |
| ○    | 大堀竜二 | -                       | ADCC 2005日本予選 【99kg未満級 決勝】     | 2005年3月20日 |

## 獲得タイトル
- ADCC 2005日本予選 99kg未満級 優勝（2005年）